# 나이지리아 주재 외국공관 목록
다음은 나이지리아 주재 재외공관 목록이다. 아부자에는 105개의 대사관/고등판무관 사무소가 있으며, 많은 국가들이 명예 영사관을 제외한 다른 나이지리아 도시에 영사관을 두고 있다.

## 아부자의 재외공관

### 대사관/고등판무관 사무소
- 알제리
- 앙골라
- 아르헨티나
- 오스트레일리아
- 오스트리아
- 방글라데시
- 벨라루스
- 벨기에
- 베냉
- 보츠와나
- 브라질
- 불가리아
- 부르키나파소
- 부룬디
- 카메룬
- 캐나다
- 카보베르데
- 중앙아프리카 공화국
- 차드
- 중국
- 콩고 공화국
- 콩고 민주 공화국
- 쿠바
- 체코
- 덴마크
- 이집트
- 적도 기니
- 에리트레아
- 에티오피아
- 핀란드
- 프랑스
- 가봉
- 감비아
- 독일
- 가나
- 그리스
- 기니
- 기니비사우
- 바티칸 시국
- 헝가리
- 인도
- 인도네시아
- 이란
- 이라크
- 아일랜드
- 이스라엘
- 이탈리아
- 코트디부아르
- 자메이카
- 일본
- 케냐
- 쿠웨이트
- 레바논
- 라이베리아
- 리비아
- 말레이시아
- 말리
- 모리셔스
- 멕시코
- 모로코
- 나미비아
- 네덜란드
- 니제르
- 조선민주주의인민공화국
- 노르웨이
- 파키스탄
- 팔레스타인
- 필리핀
- 폴란드
- 포르투갈
- 카타르
- 루마니아
- 러시아
- 르완다
- 사하라 아랍 민주 공화국
- 상투메 프린시페
- 사우디아라비아
- 세네갈
- 세르비아
- 시에라리온
- 슬로바키아
- 소말리아[1]
- 남아프리카 공화국
- 대한민국
- 남수단
- 스페인
- 수단
- 스웨덴
- 스위스
- 시리아
- 탄자니아
- 태국
- 토고
- 트리니다드 토바고
- 튀니지
- 튀르키예
- 우간다
- 우크라이나
- 아랍에미리트
- 영국
- 미국
- 베네수엘라
- 베트남
- 잠비아
- 짐바브웨

### 기타 임무 또는 대표단
- 유럽 연합 (대표부)

## 영사관

### 칼라바르
- 카메룬 (총영사관)
- 적도 기니 (영사관)

### 카노
- 니제르
- 사우디아라비아[2]

### 라고스
- 베냉
- 브라질
- 부르키나파소[3]
- 카메룬[4]
- 캐나다
- 중국
- 이집트
- 적도 기니 (영사관)
- 프랑스
- 독일
- 가나 (총영사관)
- 그리스 (총영사관)
- 기니 (영사관)
- 이탈리아 (영사관)
- [[파일:{{{국기그림-과도정부}}}|22x20px|border |리비아|링크=리비아]] 리비아
- 네덜란드 (총영사관)
- 러시아
- 남아프리카 공화국
- 대한민국
- 스페인 (총영사관)
- 대만 (무역 사무소)[5]
- 영국
- 미국

### 마이두구리
- 차드

### 카두나
- 영국 (연락 사무소)

### 포트하커트
- 영국 (연락 사무소)

## 같이 보기
- 나이지리아의 재외공관 목록